# 後遼
後遼（こうりょう、1216年 - 1219年）は、金朝末期に中国東北部を中心に存在した地方政権。東遼政権から分離独立する形で成立したが、モンゴル帝国と金朝の双方から攻撃を受けて高麗領に逃れ、内部対立の果てに瓦解した。

## 概要

### 後遼の成立
1211年、モンゴル軍の侵攻を受けた金朝は内モンゴルの契丹人の寝返り、野狐嶺の戦いにおける惨敗によって長城以北の統制を失った。これ以上の契丹人の寝返りを恐れた金朝朝廷は遼西・遼東方面の契丹人への監視を強めたが、逆にこの対応に不満を抱いた耶律留哥が金軍を破り、モンゴル軍の助けを得て自立した。1213年3月、耶律留哥は「遼王」を称し、弟の耶律廝不を「郡王」に、耶律坡沙・耶律僧家奴・耶律耶的・耶律李家奴らを丞相・元帥・尚書に、耶律統古与を行元帥府事に任じて国家体制を整えた。
1215年、東遼は金朝の東京（遼陽府）を陥落させて勢力を拡大したが、耶律留哥はモンゴル軍から派遣されてきた耶律可特哥が蒲鮮万奴の妻の李僊娥を娶ったことを非難したため、両者の仲は悪化しつつあった。また、耶律廝不は耶律留哥に皇帝を称するよう何度も勧めたが、耶律留哥はモンゴル帝国を刺激することを恐れてこれを辞退し、病と偽ってチンギス・カンの下を訪れ改めて忠誠を誓った。
チンギス・カンの信頼を得た耶律留哥は改めて使者を派遣し耶律可特哥を蒲鮮万奴の妻を娶った事を理由に拘禁しようとしたが、これを知った耶律可特哥は耶律廝不を味方に引き入れ、「耶律留哥は既に死んでいる」と偽って自立した。1216年、耶律乞奴・耶律金山・耶律青狗・耶律統古与らに推されて耶律廝不は皇帝号を僭称し、天威と改元した。耶律廝不は耶律留哥と同じく「遼」を国号としたが、この政権は耶律留哥の遼（東遼）などと区別するために、一般に「後遼」と呼ばれる。

### 高麗への侵攻
皇帝を称した耶律廝不は百官を置き、耶律乞奴を丞相に、耶律留哥の兄の耶律独剌を平章に任じるなど国家制度を整えた。ところが、耶律廝不の即位から僅か70日余りで耶律青狗が裏切って金に降り、耶律廝不は耶律青狗によって殺されてしまった。そこで、丞相の地位にあった耶律乞奴が監国として国政を預かり、元帥の鵝児とともに兵民を左翼・右翼に分けて高麗との国境に近い開州（現在の鳳城市）・保州（現在の義州郡）に駐屯した。
これに対し、金朝は蓋州の守将の衆家奴を派遣して後遼政権を攻撃し、また耶律留哥もモンゴル兵数千を借りて後遼軍を破った。挟み撃ちにあった後遼政権は東南方に逃れて高麗国に侵入したが、後遼政権が高麗に至った経緯は『元史』と『高麗史』でそれぞれ記述が異なる。『元史』は耶律廝不の死後耶律乞奴が監国として国政を預かり、高麗に侵入した後に耶律金山が耶律乞奴を殺して「国王」を称し「天徳」と改元したとされる。一方、『高麗史』によると「契丹人の王子」耶律金山は高麗に入る前から「大遼収国王」を称し「天成」と改元しており、金朝軍との戦いのために高麗に兵糧の補給を要求し、これに高麗側が応えなかったために「其の将の鵝児・乞奴」を派遣して高麗領に侵攻したとされる。そして、その後の妙香山の戦いで耶律乞奴が戦死した際に配下の軍団を接収したとされる。なお、『高麗史』「高宗世家」によると耶律乞奴ら契丹兵（＝後遼軍）が高麗に侵攻したのは1216年8月14日のことであった。
しかしいずれにせよ、後遼の国王になった耶律金山もまた内部対立の末に耶律統古与に殺されてしまい、更に耶律統古与も耶律喊舎に殺されて、後遼の支配権は耶律喊舎が握ることになった。

### 滅亡
1218年4月、契丹兵は更に南下して清川江・大同江流域に進出したため、高麗は新たに金君綏を趙沖の代わりに西北面兵馬使とした。この年、契丹兵の行動範囲は更に広がり、楊州（雲山郡・博川郡の間）を侵掠し、谷州（黄海道の東端）で高麗軍と戦った。一方、趙沖は諸道の兵を集めて将軍の李敦守・金季鳳らとともに契丹兵を討ち、「賊の首魁（＝喊舎）」は退却して江東城に入った。
同年末の12月、突如として高麗の東北国境から「モンゴル（蒙古）元帥」の哈真と札剌率いるモンゴル帝国軍1万・蒲鮮万奴が派遣した完顔子淵率いる大真国軍2万の連合軍が現れ、高麗国に協力して「丹賊（＝後遼政権）」を討伐することを申し出た。この頃、天候は大雪となったためにモンゴル・大真国連合軍は兵站の確保に苦労し、後遼政権の拠る江東城を攻めあぐねた。そこで、哈真は通訳の趙仲祥と徳州から伴っていた進士の任慶和を高麗軍の指揮官趙沖の下に派遣し、「皇帝（＝チンギス・カン）は契丹兵が爾の国に逃れ今や三年になるも、未だ掃滅することができないため、兵を派遣してこれを討伐しようとしている。爾の国がただ兵糧を支援してくれれば、足りないものはない」と申し送り、また「皇帝は『賊（後遼）を破った後、約して兄弟の関係を結ばん』と命じている」とも伝えている。趙沖は尚書省の許可を得た上で中軍の判官金良鏡に米一千石を輸送させ、これを迎えたモンゴル・大真国の両元帥は宴を設けた上で「両国が兄弟の関係を結んだこと、国王に報告して文牒を受けたならば、我らはそれを皇帝の下に報告しよう」と述べている。
数度のやり取りを経て高麗軍とモンゴル・大真連合軍は協力して江東城を攻めることを約し、南門から東南門をモンゴル軍を率いる哈真が、西門から北を大真国軍を率いる完顔子淵が、東門から北を高麗軍を率いる金就礪が担当することが決められた。モンゴル・大真国・高麗国連合軍の威容を見た後遼軍は戦わずして戦意を喪失し、40名余りが城を出てモンゴル軍に降ったため、敗北を悟った「賊の首魁たる喊舎王子（賊魁喊舎王子）」は自ら首を括り1219年正月14日に江東城は陥落した。後遼に属する官人・軍卒・婦女5万人余りは城を開いて投降し、これを受けた哈真らは喊舎の妻子及び丞相・平章ら高官100名余りを処刑したほかは命を取らず捕虜とした。
耶律喊舎の死と江東城の陥落を以て後遼政権は瓦解し、残存勢力は東遼政権に再吸収されたとみられる。『元史』耶律留哥伝は、後遼政権の変遷を「1215年（乙亥）に遼東の状勢が反覆してより、耶律廝不が僭号すること70日余り、耶律金山は2年、耶律統古与・耶律喊舎は2年近く、1219年（己卯）春に耶律留哥はまたこれを平定した」と簡潔に要約している。

## 歴代君主
| 姓名       | 元号 | 在位期間                                  |
| ---------- | ---- | ----------------------------------------- |
| 耶律廝不   | 天威 | 1216年（70日余り）                        |
| 耶律乞奴   | 天祐 | 1216年                                    |
| 耶律金山   | 天徳 | 1216年-1217年（約2年）                    |
| 耶律統古与 |      | 1217年-1218年 （耶律喊舎と併せて約2年）   |
| 耶律喊舎   |      | 1218年-1219年 （耶律統古与と併せて約2年） |